# Михельбах (Хунсрюк)
Михельбах (нем. Michelbach) — община в Германии, в земле Рейнланд-Пфальц.
Подчиняется управлению Кастеллаун. Население составляет 162 человека (на 31 декабря 2010 года). Занимает площадь 2,39 км².

## География
Михельбах находится в районеРейн-Хунсрюк на вершине холма среди полей и лугов на высоте 430 м над уровнем моря между долинами Кюльцбах и Бибербах. Площадь района составляет 2,39 км², из которых 76% отведено под сельскохозяйственные нужды, 12% покрыто лесом и 12% зеселено.

## Галерея

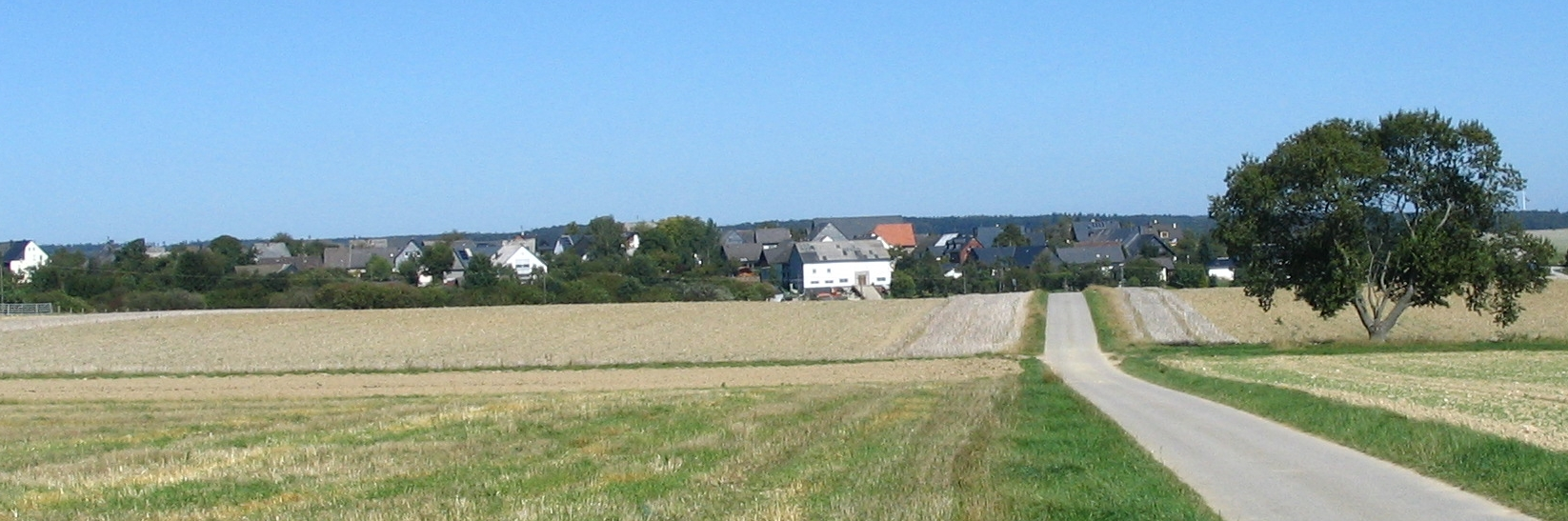
Михельбах (Хунсрюк)
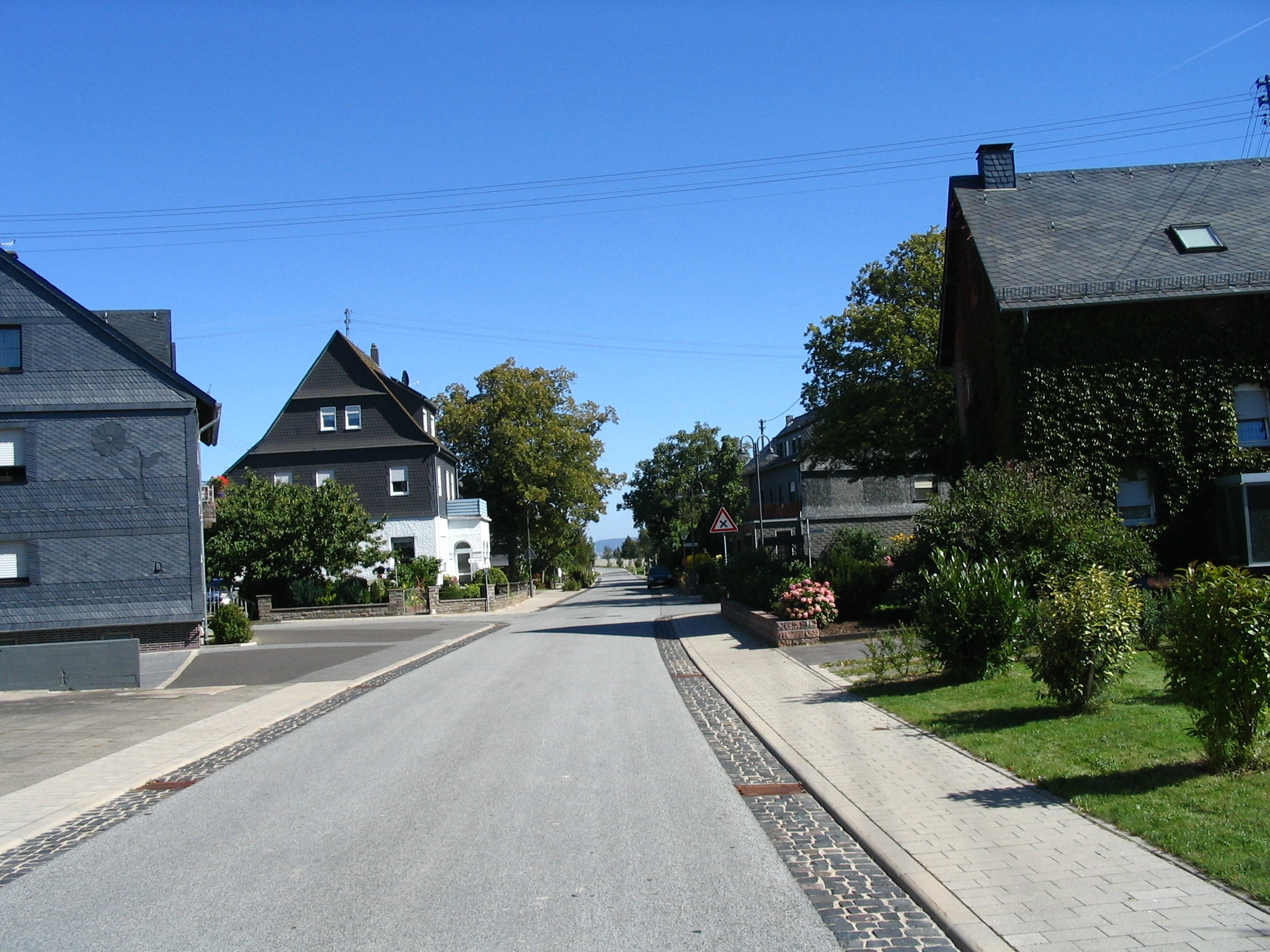
Михельбах (Хунсрюк)